# ترويح كوميدي
الترويح الفُكاهي أو الترويح الكوميدي هو إضافة مشاهد أو شخصيات أو حوارات مضحكة في أعمال جادة أو تراجيدية، والهدف من وراء ذلك في معظم الأحيان هو الترويح وتخفيف حدة المشاعر عند المتلقي، وذلك في الأعمال المسرحية والروائية والسينمائية والتلفزيونية.

## تعريف
الترويح الفكاهي هو تنفيس عن مشاعر حادة عاطفية أو غير ذلك ناتج عن فقرة كوميدية مزروعة وسط سياق جاد أو تراجيدي في المسرح. في كثير من الأحيان يكون الترويح الفكاهي عن طريق لعثمة أو تعليق مضحك من قبل الشخصية المساندة (أو رفيق الدرب) للبطل أو الشرير في الأعمال المؤلفة. في التقليد الأدبي، رفيق الدرب الذي يستخدم للترويح الفكاهي عادةً ما يعلق على عبثية أو مفارقة الوضع الذي يعيشه البطل، وغالبا يطلق تعليقات لا يمكن أن تبدر من أحد الشخصيات المأخوذة في العمل على محمل الجد. في حالات أخرى تستخدم الشخصيات الترويح الفكاهي لإزعاج شخصيات أخرى أو لتعزيز ثقتهم بأنفسهم وتفوقهم المزعوم.

## استخداماته
أحيانا تظهر شخصيات الترويح الفكاهي في عمل كوميدي في الأصل. وذلك يحدث عادةً عندما يدخل العمل الفكاهي لحظة درامية جادة ولكن أحد الشخصيات تواصل طبيعتها الفكاهية لتخفيف حدة المشهد (أو اللحظة). المأساة (التراجيديا) اليونانية لا تحتوي على ما يسمى الترويح الفكاهي. بل حتى الناقد الإليزابيثي سيدني دعى إلى عدم تضمين عناصر كوميدية في العمل المسرحي التراجيدي. ولكن في إنجلترا عصر النهضة، قدم مارلو الترويح الفكاهي من خلال مشاهد مقحمة في الدكتور فاوستس متبعاً التقليد القديم لمشاهد الاستراحة بين المسرحيات، التي كانت تقدم عادةً بين مسرحيتين تراجيديتين. وفي الواقع فإن التقليد الكلاسيكي لخلط الفكاهة مع المأساة لم يكن مسموحاً.

## أمثلة
- شكسبير تخلى عن التقليد الكلاسيكي واستخدم الترويح الفكاهي في هاملت، ماكبث، عطيل، تاجر البندقية، و روميو و جوليت. مشهد الحمّال في ماكبيث[3] و حافر القبور في هاملت وخداع رودريغو تشكل ترويح كوميدي ملحوظ. السخرية من الأحمق في الملك لير يعد أيضاً من الترويح الفكاهي.[4]
- في الثقافة الشعبية المعاصرة، شخصية C-3PO في سلسلة أفلام حرب النجوم يمكن القول أنها تستخدم كترويح كوميدي. حيث نجده غالباً يسخر من الأوضاع التعيسة التي يجد بقية الشخصيات أنفسهم فيها.
- في البؤساء (الغنائية)، أغنية «سيد المنزل» تشكل ترويحاً لما سبقها من حزن.
- في ذهب مع الريح بعد شجار سكارلت مع آشلي يحتد الوضع وترمي سكارلت طبق على الجدار. ريت بتلر الذي كان يتنصت على المواجهة ينهض من مكانه ويقول عندما يرى الصحن المهشم: هل بدأت الحرب؟